# 魂胆色遊懐男
『魂胆色遊懐男』（こんたんいろあそびふところおとこ）は、江島其磧の浮世草子である。

## 概要
横本5冊。八文字屋自笑作。西川祐信画。宝永年間版。のちに改題して、『色道仮寝枕』（しきどうかりねのまくら）。1巻4話、20篇から成る。
山科の里の大豆（まめ）右衛門という男性が、仙女から豆男に変身する秘薬をさずけられ、京都、大坂、江戸をめぐり歩き、好色的歓楽を経験する。
元禄6年の『浮世栄花一代男』、8年の『好色赤烏帽子』をならったもの。
| スタブアイコン | サブスタブ | この項目は、まだ閲覧者の調べものの参照としては役立たない、文学に関連した書きかけの項目です。この項目を加筆・訂正などしてくださる協力者を求めています（P:文学、PJ:ライトノベル）。項目が小説家・作家の場合には{Writer-substub}を、文学作品以外の本・雑誌の場合には{Book-substub}を貼り付けてください。 |